# Federazione Generale del Lavoro Belga
La Federazione Generale del Lavoro Belga (ABVV / FGTB) (in francese: Fédération Générale du Travail de Belgique, in olandese: Algemeen Belgisch Vakverbond) è una federazione sindacale socialista belga. È stata fondata nel 1945. È affiliata alla Confederazione sindacale internazionale e ha un'adesione di quasi 1,2 milioni di persone.

## Storia
Nel XIX secolo, di fronte alle difficoltà di sopravvivenza e delle condizioni di lavoro difficili e pericolose, i lavoratori hanno cominciato a organizzare, per prima cosa la creazione di fondi di mutuo soccorso per sostenere i malati, i disoccupati e gli infortunati sul lavoro. Hanno poi aderito sindacati, workshop, imprese, professioni e industrie. Allo stesso tempo, l'Europa vide la nascita del movimento socialista.
Dopo la fondazione del Partito dei lavoratori belgi (POB) nel 1885, nel 1898 fu creato il Comitato sindacale per il coordinamento delle attività sindacali nel contesto socialista. La rapida crescita del movimento operaio nei primi decenni del XX secolo, ha portato alla creazione nel 1937 della Confederazione Generale del Lavoro del Belgio (CGTB), che nel maggio 1945 prenderà il nome attuale dopo la fusione con altre organizzazioni sindacali di sinistra (in particolare comuniste e anarcosindacaliste nate nella Resistenza).
L'FGTB fu particolarmente segnato durante lo sciopero generale dell'inverno 1960-1961, quando André Renard era alla sua direzione.

## Struttura

### Presidenti e Segretari generali

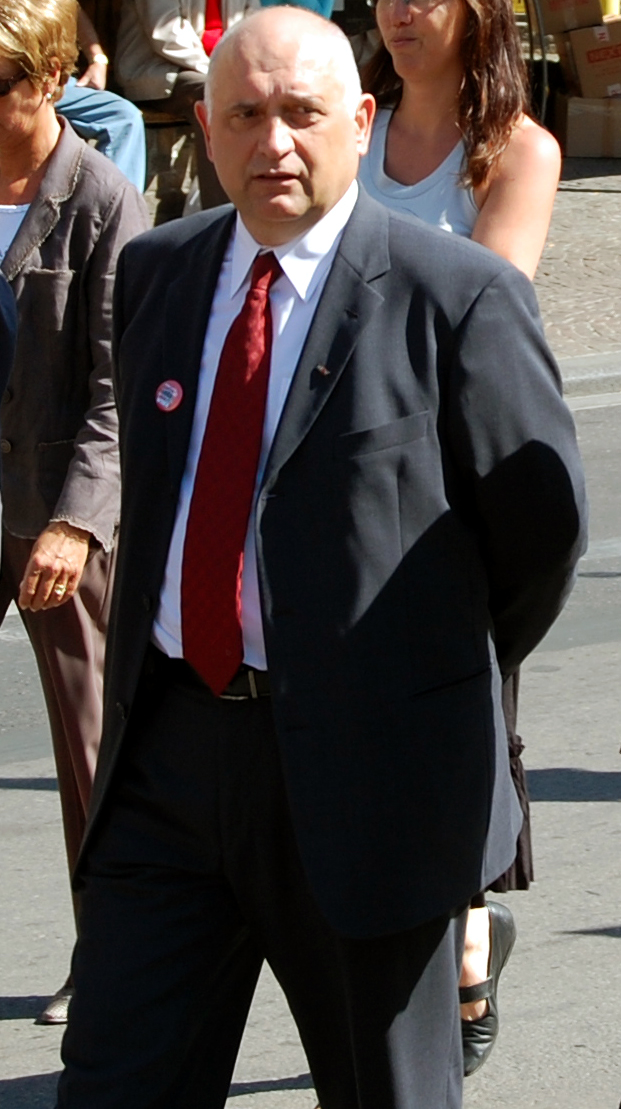
Rudy De Leeuw ex presidente della FGTB

| Periodo      | Presidente           |
| ------------ | -------------------- |
| 1956 - ?     | Roger Dekeyzer       |
| ...          |                      |
| 1982 - 1989  | André Vanden Broucke |
| 1989 - 1995  | François Janssens    |
| 1995 - 2002  | Michel Nollet        |
| 2002 - 2004  | Mia De Vits          |
| 2004 - 2006  | André Mordant        |
| 2006 - 2018  | Rudy De Leeuw        |
| 2018 - heden | Robert Vertenueil    |

| Periodo      | Segretari-generali |
| ------------ | ------------------ |
| 1945 - 1947  | Joseph Bondas      |
| 1947 - 1952  | Paul Finet         |
| 1952 - 1968  | Louis Major        |
| 1968 - 1982  | Georges Debunne    |
| 1982 - 1986  | Alfred Delourme    |
| 1987 - 1989  | Jean Gayetot       |
| 1989 - 2002  | Mia De Vits        |
| 2002 - 2004  | André Mordant      |
| 2004 - 2006  | Xavier Verboven    |
| 2006 - 2014  | Anne Demelenne     |
| 2014 - 2017  | Marc Goblet        |
| 2017 - 2018  | Robert Vertenueil  |
| 2018 - heden | Miranda Ulens      |